# Радунка
Радунка, Рудинка — река в России, протекает по Вышневолоцкому району Тверской области. Впадает в озеро Мстино, из которого вытекает Мста. Протекает через озеро Зиряево. Длина реки составляет 7,5 км. На картах река называется Рудинка, однако встречается и название Радунка

## Данные водного реестра
По данным государственного водного реестра России относится к Балтийскому бассейновому округу, водохозяйственный участок реки — Мста без р. Шлина от истока до Вышневолоцкого, речной подбассейн реки — Волхов. Относится к речному бассейну реки Нева (включая бассейны рек Онежского и Ладожского озера).
Код объекта в государственном водном реестре — 01040200212102000020155.